# Parlamentets Palads

Parlamentets Palads (Rumænsk: Palatul Parlamentului) i Rumænien er en enorm administrationsbygning i Bukarest, den næststørste i verden efter Pentagon-bygningen. Med en vægt på over 4 milliarder kg (4 millioner tons) er det den tungeste bygning i verden, og den synker med 6 millimeter om året. Det på trods af, at den stadig ikke er færdigindrettet. 70% af bygningen er tom og uanvendt. Byggeriet blev påbegyndt 25. juni 1984 og afsluttet i 1997.
Bygningen er kun delvis færdig, da indretningen af de fleste af de 1.100 værelser ikke er foretaget endnu. 400 af værelserne er indrettet.
I 2008 blev værdien af bygningen anslået til 3 milliarder euro, svarende til 3,4 milliarder dollar, hvilket gør den til verdens dyreste administrationsbygning.
Paladsets oprindelige navn var Folkets Hus (Casa Poporului), men i den post-kommunistiske tid blev det omdøbt. Først under revolutionen i 1989 med det nedsættende Ceauşescus Hus og derefter til det nuværende. Alligevel bliver bygningen den dag i dag af de fleste rumænere kaldt ved dets gamle navn, Casa Poporului.

## Enhedens Boulevard
Bulevardul Unirii, Enhedens Boulevard, oprindeligt Socialismens Sejrsboulevard, egentlig en avenue, som er bredere og, med omtrent 3.000 meters længde, 60 meter længere end Avenue des Champs-Élysées i Paris, blev bygget i 1980'erne gennem gamle bykvarterer og leder frem til Parlamentets Palads. Der er stort set intet forretningsliv og næsten ingen trafik på avenuen, som ender som næsten blind vej ved parlamentsbygningen.
Omkring 7 km2 - mellem en fjerdedel og femtedel af det gamle bycentrum - i Bukarest blev revet ned, 40.000 mennesker måtte flytte, et højdedrag blev fjernet, og en klosterkirke flyttet 100 meter for at gøre plads til byggerierne.